# Sølsted Mose
Sølsted Mose este o arie protejată (arie specială de conservare — SAC, sit de importanță comunitară — SCI) din Danemarca întinsă pe o suprafață de 155 ha, integral pe uscat.

## Localizare
Centrul sitului Sølsted Mose este situat la coordonatele 55°01′52″N 8°50′59″E / 55.031111°N 8.849722°E.

## Înființare
Situl Sølsted Mose a fost declarat sit de importanță comunitară în februarie 1998 pentru a proteja 1 specie de animale. Situl a fost protejat și ca arie specială de conservare în decembrie 2011.

## Biodiversitate
Situată în ecoregiunea atlantică, aria protejată conține 9 habitate naturale: Lacuri și iazuri distrofice naturale, Păduri aluvionare cu Alnus glutinosa și Fraxinus excelsior (Alno-Padion, Alnion incanae, Salicion albae), Mlaștini turboase de tranziție și turbării mișcătoare, Turbării active, Mlaștini oligotrofe degradate, capabile încă de regenerare naturală, Mlaștini împădurite, Pajiști uscate europene, Depresiuni pe substraturi de turbă de Rhynchosporion, Pajiști umede nord-atlantice cu Erica tetralix.
La baza desemnării sitului se află o specie protejată de  pești: țipar (Misgurnus fossilis).